# Big Brother Brasil
Big Brother Brasil (frequentemente abreviado como BBB) é um reality show brasileiro, baseado no formato original neerlandês Big Brother e parte da franquia homônima, produzido pelos Estúdios Globo e exibido pela TV Globo. Sua primeira edição iniciou em 29 de janeiro de 2002, com uma segunda temporada sendo exibida no mesmo ano. A partir da terceira edição, passou a ser anual. Atualmente, o BBB é exibido de janeiro até final de abril, e tem apresentação de Tadeu Schmidt e direção geral de Angélica Campos e Mário Marcondes.
O programa consiste no confinamento de um número variável de participantes de diferentes origens, idades, profissões, personalidades e pontos de vista, em uma casa cenográfica, sendo vigiados por câmeras 24 horas por dia e privados de conexão com o mundo exterior e dos meios de comunicação de massa (como jornais, telefones, televisão e internet) por cerca de três meses. Tais participantes são escolhidos pela produção do programa, mas podem optar por querer ou não entrar na casa e têm o direito de desistir a qualquer momento do programa. Além da convivência, em cada semana os confinados enfrentam provas de sorte, habilidade, inteligência e resistência, e dois ou três participantes (às vezes até quatro participantes) são indicados pelos companheiros de jogo para enfrentar o voto popular, onde o público decide quem é eliminado do programa. Os participantes têm como objetivos vencer as provas, angariar a simpatia dos telespectadores, superar as eliminações semanais e permanecer na casa até o último dia, quando o público definirá quem será o ganhador do grande prêmio final entre os finalistas.
No Brasil, além das transmissões diárias na TV Globo e de flashes esporádicos no canal por assinatura Multishow, é exibido na internet para assinantes do Globoplay, com câmeras filmando integralmente a rotina dos participantes. Até a 24.ª edição, também era exibido em pay-per-view (PPV), em várias operadoras de televisão por assinatura e também pelo Canais Globo para os assinantes do PPV.
No décimo paredão do Big Brother Brasil 20, foi constatada a maior votação do programa e de reality shows no mundo, com exatos 1 532 944 337 votos na disputa entre os participantes Felipe Prior, Manu Gavassi e Mari Gonzalez. Tal feito entrou para o Guinness World Records como "a maior quantidade de votos do público conseguidos por um programa de televisão". O recorde também foi mencionado no Jornal Nacional, além de ter sido matéria na revista eletrônica estadounidense Variety.

## O programa
Até 2025, o Big Brother Brasil contabiliza 25 temporadas. As duas primeiras edições foram exibidas em 2002, com um intervalo de pouco mais de um mês entre elas. A partir da terceira edição, o programa adotou uma periodicidade anual, com início geralmente em janeiro e término entre os meses de março e maio.
Inicialmente, a última temporada prevista do programa seria realizada em 2008. No entanto, a TV Globo firmou um novo contrato com a Endemol Shine Brasil, detentora dos direitos do formato, prorrogando a produção do Big Brother Brasil até, pelo menos, 2028.

### Apresentadores
| Apresentadores | Temporadas | Temporadas | Temporadas | Temporadas | Temporadas | Temporadas | Temporadas | Temporadas | Temporadas | Temporadas | Temporadas | Temporadas | Temporadas | Temporadas | Temporadas | Temporadas | Temporadas | Temporadas | Temporadas | Temporadas | Temporadas | Temporadas | Temporadas | Temporadas | Temporadas |
| Apresentadores | 1          | 2          | 3          | 4          | 5          | 6          | 7          | 8          | 9          | 10         | 11         | 12         | 13         | 14         | 15         | 16         | 17         | 18         | 19         | 20         | 21         | 22         | 23         | 24         | 25         |
| -------------- | ---------- | ---------- | ---------- | ---------- | ---------- | ---------- | ---------- | ---------- | ---------- | ---------- | ---------- | ---------- | ---------- | ---------- | ---------- | ---------- | ---------- | ---------- | ---------- | ---------- | ---------- | ---------- | ---------- | ---------- | ---------- |
| Marisa Orth    |            |            |            |            |            |            |            |            |            |            |            |            |            |            |            |            |            |            |            |            |            |            |            |            |            |
| Pedro Bial     |            |            |            |            |            |            |            |            |            |            |            |            |            |            |            |            |            |            |            |            |            |            |            |            |            |
| Tiago Leifert  |            |            |            |            |            |            |            |            |            |            |            |            |            |            |            |            |            |            |            |            |            |            |            |            |            |
| Tadeu Schmidt  |            |            |            |            |            |            |            |            |            |            |            |            |            |            |            |            |            |            |            |            |            |            |            |            |            |

Galeria de apresentadores
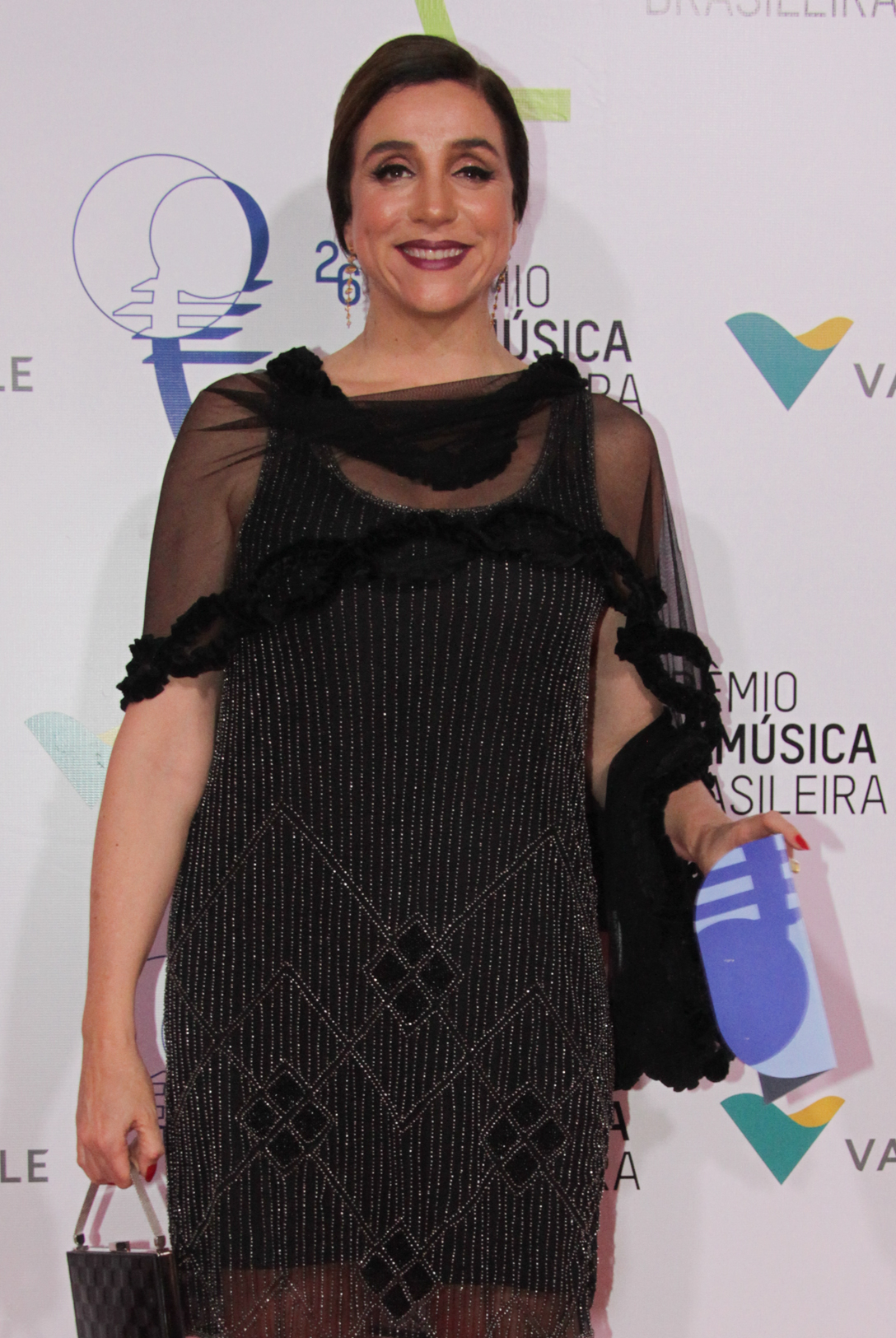
Marisa Orth (2002)
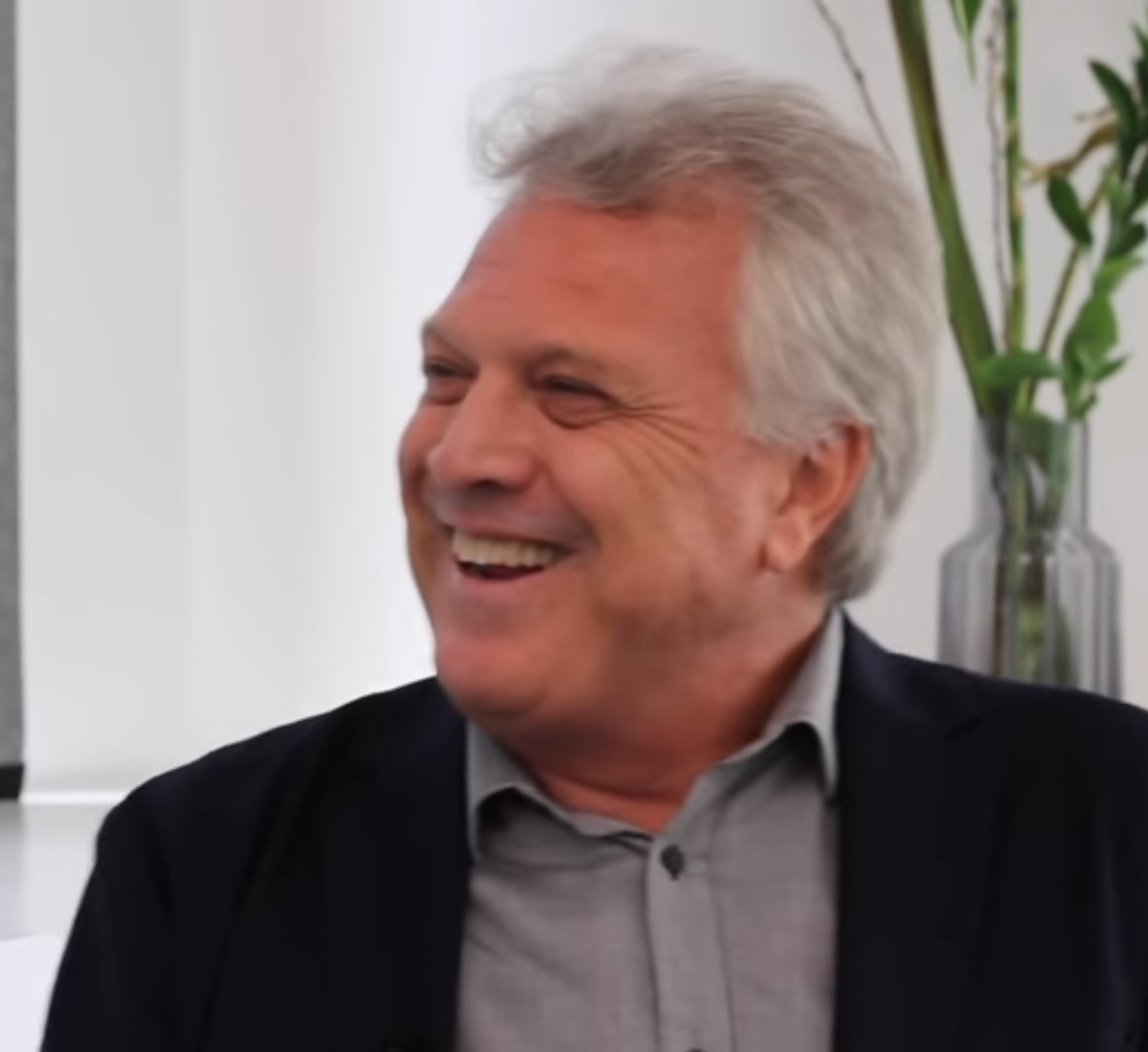
Pedro Bial (2002–2016)
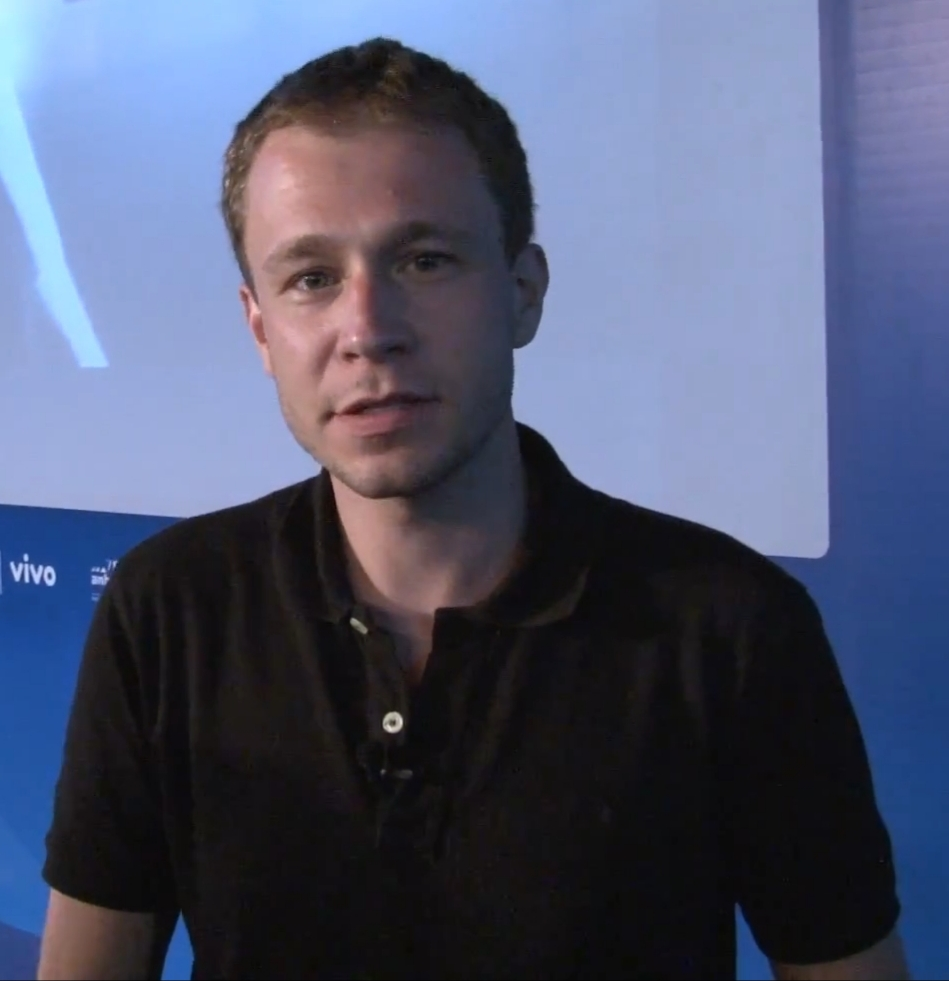
Tiago Leifert (2017–2021)
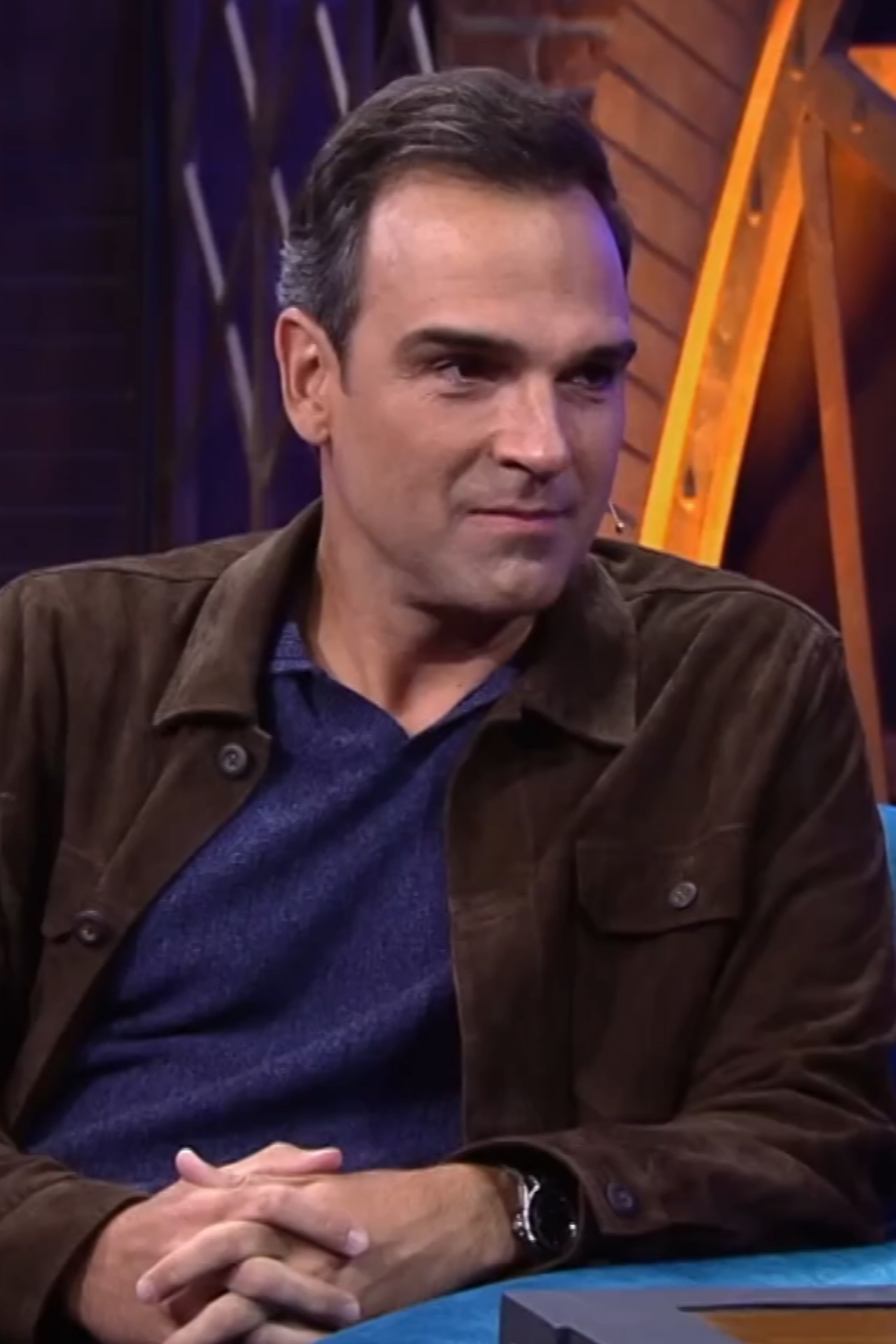
Tadeu Schmidt (2022–presente)

### Prêmio
| Temporada | Temporada | Vencedor(a)     | 2º lugar   | 3º lugar  |
| --------- | --------- | --------------- | ---------- | --------- |
|           | 1         | R$ 500 mil      | R$ 30 mil  | R$ 20 mil |
|           | 2         | R$ 500 mil      | R$ 30 mil  | R$ 20 mil |
|           | 3         | R$ 500 mil      | R$ 30 mil  | R$ 20 mil |
|           | 4         | R$ 500 mil      | R$ 50 mil  | R$ 20 mil |
|           | 5         | R$ 1 milhão     | R$ 50 mil  | R$ 20 mil |
|           | 6         | R$ 1 milhão     | R$ 50 mil  | R$ 30 mil |
|           | 7         | R$ 1 milhão     | R$ 50 mil  | R$ 30 mil |
|           | 8         | R$ 1 milhão     | R$ 100 mil | R$ 50 mil |
|           | 9         | R$ 1 milhão     | R$ 100 mil | R$ 50 mil |
|           | 10        | R$ 1,5 milhão   | R$ 150 mil | R$ 50 mil |
|           | 11        | R$ 1,5 milhão   | R$ 150 mil | R$ 50 mil |
|           | 12        | R$ 1,5 milhão   | R$ 150 mil | R$ 50 mil |
|           | 13        | R$ 1,5 milhão   | R$ 150 mil | R$ 50 mil |
|           | 14        | R$ 1,5 milhão   | R$ 150 mil | R$ 50 mil |
|           | 15        | R$ 1,5 milhão   | R$ 150 mil | R$ 50 mil |
|           | 16        | R$ 1,5 milhão   | R$ 150 mil | R$ 50 mil |
|           | 17        | R$ 1,5 milhão   | R$ 150 mil | R$ 50 mil |
|           | 18        | R$ 1,5 milhão   | R$ 150 mil | R$ 50 mil |
|           | 19        | R$ 1,5 milhão   | R$ 150 mil | R$ 50 mil |
|           | 20        | R$ 1,5 milhão   | R$ 150 mil | R$ 50 mil |
|           | 21        | R$ 1,5 milhão   | R$ 150 mil | R$ 50 mil |
|           | 22        | R$ 1,5 milhão   | R$ 150 mil | R$ 50 mil |
|           | 23        | R$ 2,88 milhões | R$ 150 mil | R$ 50 mil |
|           | 24        | R$ 2,92 milhões | R$ 150 mil | R$ 50 mil |
|           | 25        | R$ 2,72 milhões | R$ 150 mil | R$ 50 mil |

## Exibição
A tabela abaixo apresenta os períodos de exibição das 25 temporadas do Big Brother Brasil em canal aberto. Entre 2021 e 2023, o canal Viva reexibiu integralmente as cinco primeiras edições do programa. As temporadas também foram disponibilizadas por tempo limitado na plataforma Globoplay.
| Temporada | Temporada             | Episódios | Exibição original     | Exibição original    |
| Temporada | Temporada             | Episódios | Estreia da temporada  | Término da temporada |
| --------- | --------------------- | --------- | --------------------- | -------------------- |
|           | Big Brother Brasil 1  | 64        | 29 de janeiro de 2002 | 2 de abril de 2002   |
|           | Big Brother Brasil 2  | 71        | 14 de maio de 2002    | 23 de julho de 2002  |
|           | Big Brother Brasil 3  | 78        | 14 de janeiro de 2003 | 1 de abril de 2003   |
|           | Big Brother Brasil 4  | 85        | 13 de janeiro de 2004 | 6 de abril de 2004   |
|           | Big Brother Brasil 5  | 79        | 10 de janeiro de 2005 | 29 de março de 2005  |
|           | Big Brother Brasil 6  | 78        | 10 de janeiro de 2006 | 28 de março de 2006  |
|           | Big Brother Brasil 7  | 85        | 9 de janeiro de 2007  | 3 de abril de 2007   |
|           | Big Brother Brasil 8  | 78        | 8 de janeiro de 2008  | 25 de março de 2008  |
|           | Big Brother Brasil 9  | 85        | 13 de janeiro de 2009 | 7 de abril de 2009   |
|           | Big Brother Brasil 10 | 78        | 12 de janeiro de 2010 | 30 de março de 2010  |
|           | Big Brother Brasil 11 | 78        | 11 de janeiro de 2011 | 29 de março de 2011  |
|           | Big Brother Brasil 12 | 80        | 10 de janeiro de 2012 | 29 de março de 2012  |
|           | Big Brother Brasil 13 | 78        | 8 de janeiro de 2013  | 26 de março de 2013  |
|           | Big Brother Brasil 14 | 78        | 14 de janeiro de 2014 | 1 de abril de 2014   |
|           | Big Brother Brasil 15 | 78        | 20 de janeiro de 2015 | 7 de abril de 2015   |
|           | Big Brother Brasil 16 | 78        | 19 de janeiro de 2016 | 5 de abril de 2016   |
|           | Big Brother Brasil 17 | 81        | 23 de janeiro de 2017 | 13 de abril de 2017  |
|           | Big Brother Brasil 18 | 88        | 22 de janeiro de 2018 | 19 de abril de 2018  |
|           | Big Brother Brasil 19 | 88        | 15 de janeiro de 2019 | 12 de abril de 2019  |
|           | Big Brother Brasil 20 | 98        | 21 de janeiro de 2020 | 27 de abril de 2020  |
|           | Big Brother Brasil 21 | 100       | 25 de janeiro de 2021 | 4 de maio de 2021    |
|           | Big Brother Brasil 22 | 100       | 17 de janeiro de 2022 | 26 de abril de 2022  |
|           | Big Brother Brasil 23 | 100       | 16 de janeiro de 2023 | 25 de abril de 2023  |
|           | Big Brother Brasil 24 | 100       | 8 de janeiro de 2024  | 16 de abril de 2024  |
|           | Big Brother Brasil 25 | 100       | 13 de janeiro de 2025 | 22 de abril de 2025  |

## Origem e semelhanças com1984
O nome do programa deve-se ao livro 1984, escrito em 1948 por George Orwell, no qual o Big Brother (ou Grande Irmão, como foi traduzido nas versões lusófonas do livro) é o ditador que tudo vê da distópica Oceania, líder este que governa o mundo ocidental em um futuro fictício. Representado pela figura de um homem que provavelmente na trama não exista, vigia toda a população através das chamadas teletelas, governando de forma despótica e manipulando a forma de pensar dos habitantes.

## A casa

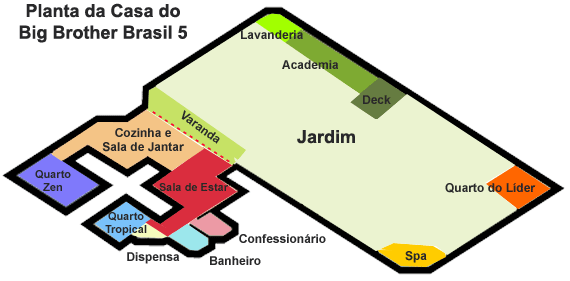
Planta da casa do BBB5.

A casa do Big Brother Brasil foi construída em 2002 nos Estúdios Globo, no bairro de Curicica, zona oeste do Rio de Janeiro. Desde então, a mesma estrutura tem sido utilizada, com modificações no layout e na decoração a cada edição.
O imóvel conta com áreas internas e externas, incluindo piscina, jardim, confessionário, quartos temáticos e dependências utilizadas em provas e festas. Ao longo das temporadas, foram incorporados novos elementos, como academia e teto retrátil.
A vigilância da casa é feita por câmeras e microfones espalhados por todos os ambientes, operados por equipes técnicas em corredores ocultos aos participantes. As imagens são transmitidas ao público e utilizadas na edição do programa.
A casa dispõe ainda de uma despensa para fornecimento de alimentos, medicamentos básicos e itens ligados à dinâmica do jogo. O banheiro possui câmera de segurança com uso restrito à equipe, ativada apenas em casos de emergência.

## O jogo
Para se inscrever no jogo, deve-se ter no mínimo 18 anos e no máximo 70 anos de idade. Após diversas etapas de seleção, os candidatos selecionados são anunciados poucos dias antes da estreia da temporada e conduzidos a um hotel, ficando em um breve pré-confinamento até serem finalmente levados em carros separados à casa do BBB no dia da estreia. Daí em diante, a cada semana, é realizada uma prova para a seleção de um Líder (é possível a um concorrente assumir a liderança por mais de uma vez). O líder ganha algumas regalias (como a imunidade ou um prêmio em dinheiro), porém tem a obrigação de indicar em aberto um participante que irá ao Paredão (berlinda para votação do público), a ser formado ao vivo nos domingos.
Os outros concorrentes, um a um, votam no Confessionário (cabine isolada dos outros participantes). O mais votado pela casa no confessionário enfrenta o indicado pelo líder no Paredão. Em caso de empate entre os mais votados pelos participantes, o voto de minerva cabe ao líder. Os telespectadores escolhem o eliminado por telefone (abolido no Big Brother Brasil 18), SMS (abolido no Big Brother Brasil 18) e internet, podendo votar quantas vezes desejar, com a eliminação sendo anunciada ao vivo nas terças-feiras. O procedimento é repetido todas as semanas até o fim do programa. Em edições posteriores, outras configurações de Paredões (como triplos ou quádruplos) surgem, bem como outras formas de indicar os participantes a eles.
Ao longo dos 25 anos de exibição do programa, diversas dinâmicas foram incorporadas, algumas permanentes e outras específicas de determinadas temporadas. Entre as mais duradouras está a introdução de uma prova para a seleção do Anjo da semana, que tem o poder de conceder uma imunidade a um outro participante de sua escolha. A revelação do destinatário do colar de imunidade ocorre, via de regra, antes da indicação do Líder e da votação dos participantes. As Estalecas, moeda fictícia criada no Big Brother Brasil 5 e utilizada para adquirir alimentos, regalias e outros itens disponibilizados pela produção, foi mais um novo elemento incorporado definitivamente no formato, assim como o Big Fone do Big Brother Brasil 8, um telefone que ao ser atendido, pode trazer vantagens, como imunidade para quem atendeu ou a possibilidade de imunizar outra pessoa, mas também desvantagens, como ir automaticamente ao paredão.
Para um detalhamento mais aprofundado das diversas dinâmicas apresentadas, é possível consultar os artigos específicos de cada edição do programa.

## Participantes
Até a vigésima quinta edição, o Big Brother Brasil já contou com 421 participantes oficiais. 
Nota: Os participantes que entraram em duas edições foram contados apenas uma vez. Ana Clara Lima & Ayrton Lima, que participaram da 18ª edição como se fossem um único participante, também foram contados apenas uma vez.
| Temporada | Temporada          | Finalistas           | Finalistas              | Finalistas | Finalistas | Finalistas | Finalistas  | Outros participantes em ordem de eliminação | Outros participantes em ordem de eliminação | Total |
| Temporada | Temporada          | Vencedor(a)          | Vencedor(a)             | 2.º lugar | 2.º lugar | 3.º lugar | 3.º lugar   | Outros participantes em ordem de eliminação | Outros participantes em ordem de eliminação | Total |
| --------- | ------------------ | -------------------- | ----------------------- | --- | --- | --- | ----------- | ------------------------------------------- | --- | ----- |
|           | 1                  |                      | Kleber Bambam           | | Vanessa Pascale | | André Gabeh |                                             | Caetano Zonaro • Xaiane Dantas • Bruno Saladini • Cristiana Mota • Helena Louro • Adriano de Castro • Estela Padilha • Alessandra Begliomini • Sérgio Tavares | 12    |
| 2         | Rodrigo Leonel     | Manuela Saadeh       | Final dupla             | Final dupla | Rita Gonçalves • Tina Soares • Fernando Fernandes • Jeferson dos Santos • Moisés Silva • Thaís Ventura • Fabrício Amaral • Tarciana Lima • Thyrso Mattos • Cida Junqueira | |             |                                             | | 12    |
| 3         | Dhomini Ferreira   | Elane Silva          | Final dupla             | Final dupla | Samantha Pereira • Paulo Carotini • Dilson Walkarez • Joseane Oliveira • Marcelo Kretzer • Andréa Guerrero • Juliana Alves • Alan Conceição • Emilio Rodrigues • Sabrina Sato • Harry Grossman • Jean Massumi Hara • Viviane Oliveira                                                      | 15 |             |                                             | |       |
| 4         | Cida dos Santos    | Thiago Lira          | Final dupla             | Final dupla | Tatiana Giordano • Eduardo Monteiro • Cristiano Carnevale • Antonela Avellaneda • Géris de Sousa • Edílson Buba • Zulu Gomes • Marcelo Dourado • Rogério Dragone • Marcela Queiroz • Solange Couto • Juliana Lopes                                                                         | 14 |             |                                             | |       |
| 5         | Jean Wyllys        | Grazielli Massafera  |                         | Sammy Ueda | Juliana Brandão • Marielza Santos • Marcos Maçaneiro • Giulliano Ciarelli • Rogério Padovan • Paulo André Costa • Natália Nara • Tatiana Machado • Aline da Silva • Karla Barbosa • Tatiane Pink Barbosa • Alan Passos                                                                     | 15 |             |                                             | |       |
| 6         | Mara Viana         | Mariana Felício      | Rafael Valente          | Juliana Canabarro • Dan Costa • Daniel Saullo • Roberta Brasil • Léa Ferreira • Thaís Macedo • Inês Gomes • Carlos Castello • Iran Alves • Gustavo Borges • Agustinho Mendonça | 14 | |             |                                             | |       |
| 7         | Diego Gasques      | Carollini Honório    | Final dupla             | Final dupla | Fernando Orozco • Juliana Regueiro • Daniel Bellangero • Liane de Souza • Alan Pierre Miranda • Felipe Cobra • Fernando Luiz Bacalow • Bruno Jácome • Íris Stefanelli • Flávia Viana • Fani Pacheco • Alberto Pimentel • Airton Cabral • Analy Rosa • Bruna Tavares                        | 17 |             |                                             | |       |
| 8         | Rafinha Ribeiro    | Gyselle Soares       | Final dupla             | Final dupla | Jaqueline Khury • Rafael Memória • Alexandre Scaquette • Thalita Lippi • Bianca Jahara • Fernando Mesquita • Felipe Basílio • Juliana Góes • Marcelo Arantes • Thatiana Bione • Marcos Silva • Natália Casassola                                                                           | 14 |             |                                             | |       |
| 9         | Maximiliano Porto  | Priscila Pires       |                         | Francine Piaia | Michelle Costa • Norberto Carias • Leonardo Jancu • Alexandre Gomes • Newton Siqueira • Emanuel Milchevski • André Almeida • Mirla Prado • Ralf Krause • Maíra Cardi • Naiá Giannocaro • Milena Fagundes • Josiane Oliveira • Flávio Steffli • Ana Carolina Madeira                        | 18 |             |                                             | |       |
| 10        | Marcelo Dourado    | Fernanda Cardoso     | Cadu Parga              | Joseane Oliveira • Ana Marcela Alves • Tessália Serighelli • Alex Vilanova • Uilliam Cardoso • Elenita Rodrigues • Angélica Martins • Cláudia Colucci • Eliéser Ambrósio • Michel Turtchin • Sérgio Franceschini • Anamara Barreira • Dicesar Ferreira • Lia Kheireddine | 17 | |             |                                             | |       |
| 11        | Maria Melillo      | Wesley Schunk        | Daniel Rolim            | Ariadna Arantes • Rodrigo Carvalho • Michelly Freitas • Igor Serra • Cristiano Naya • Lucival França • Natália Castro • Adriana Sant'anna • Diogo Pretto • Janaína dos Santos • Talula Pascoli • Maurício Joaquim • Jaqueline Faria • Paula Leite • Rodrigão Gomes • Diana Balsini | 19 | |             |                                             | |       |
| 12        | Fael Cordeiro      | Fabiana Teixeira     | Final dupla             | Final dupla | Daniel Echaniz • Analice de Souza • Jakeline Lucena • Mayara Medeiros • Ronaldo Peres • João Mauricio Dantas • Laisa Portela • Rafa Oliveira • Renata Dávila • Yuri Fernandes • Monique Amin • João Carvalho • Kelly Medeiros • Jonas Sulzbach                                             | 16 |             |                                             | |       |
| 13        | Fernanda Keulla    | Nasser Rodrigues     |                         | Andressa Ganacin | Kleber Bambam • Aline Mattos • Dhomini Ferreira • Aslan Cabral • Yuri Fernandes • Marien Carretero • Ivan Marcondes • Eliéser Ambrósio • Marcello Soares • Anamara Barreira • Kamilla Salgado • Fani Pacheco • André Martinelli • Natália Casassola                                        | 17 |             |                                             | |       |
| 14        | Vanessa Mesquita   | Angela Munhoz        | Clara Aguilar           | João Almeida • Alisson Gomes • Rodrigo Lima • Princy Cavalcante • Bella Maia • Vagner Lara • Amanda Gontijo • Junior Gianetti • Letícia Santiago • Roni Mazon • Franciele Almeida • Aline Dahlen • Diego Grossi • Cássio Lannes • Tatiele Polyana • Valter Araújo • Marcelo Zagonel | 20 | |             |                                             | |       |
| 15        | Cézar Lima         | Amanda Djehdian      | Final dupla             | Final dupla | Francieli Medeiros • Douglas Ferreira • Marco Marcon • Aline Gotschalg • Angélica Ramos • Talita Araújo • Tamires Peloso • Luan Patricio • Rafael Licks • Mariza Moreira • Adrilles Jorge • Fernando Medeiros                                                                              | 14 |             |                                             | |       |
| 16        | Munik Nunes        | Maria Claudia Macedo | Final dupla             | Final dupla | Harumi Ishihara • Laércio de Moura • Alan Marinho • Daniel Manzieri • Juliana Dias • Tamiel Baiocchi • Ana Paula Renault • Adélia Soares • Renan Oliveira • Matheus Lisboa • Geralda Diniz • Ronan Oliveira                                                                                | 14 |             |                                             | |       |
| 17        | Emilly Araújo      | Vivian Amorim        |                         | Ieda Wobeto | Gabriela Flor Bitencourt • Mayara Motti • Luiz Felipe Ribeiro • Manoel Rafaski • Elis Gonçalves • Pedro Falcão • Roberta Freitas • Rômulo Neves • Daniel Fontes • Ilmar Fonseca • Marinalva de Almeida • Marcos Härter                                                                     | 15 |             |                                             | |       |
| 18        | Gleici Damasceno   | Kaysar Dadour        | Ana Clara & Ayrton Lima | Mara Telles • Jaqueline Grohalski • Ana Paula Costa • Nayara de Deus • Lucas Fernandes • Mahmoud Baydoun • Patrícia Leite • Diego Sabádo • Caruso Junior • Wagner Santiago • Viegas de Carvalho • Jéssica Mueller • Breno Simões • Paula Amorim | 17 | |             |                                             | |       |
| 19        | Paula von Sperling | Alan Possamai        | Final dupla             | Final dupla | 17 | Vinicius Póvoa • Vanderson Brito • Gustavo Soares • Hana Khalil • Diego Wantowsky • Maycon Santos • Isabella Cecchi • Tereza Souza • Danrley Ferreira • Elana Valenária • Rodrigo França • Gabriela Hebling • Rízia Cerqueira • Hariany Almeida • Carolina Peixinho |             |                                             | |       |
| 20        | Thelma Assis       | Rafa Kalimann        |                         | Manu Gavassi | Lucas Chumbo • Petrix Barbosa • Hadson Nery • Lucas Gallina • Bianca Andrade • Guilherme Napolitano • Victor Hugo Teixeira • Pyong Lee • Daniel Lenhardt • Felipe Prior • Gabi Martins • Marcela Mc Gowan • Flayslane Raiane • Gizelly Bicalho • Ivy Moraes • Mari Gonzalez • Babu Santana | 20 |             |                                             | |       |
| 21        | Juliette Freire    | Camilla de Lucas     | Fiuk                    | Kerline Cardoso • Lucas Penteado • Arcrebiano Araújo • Nego Di • Karol Conká • Lumena Aleluia • Projota • Carla Diaz • Sarah Andrade • Rodolffo • Thaís Braz • Caio Afiune • João Luiz Pedrosa • Viih Tube • Arthur Picoli • Pocah • Gilberto Nogueira | | 20 |             |                                             | |       |
| 22        | Arthur Aguiar      | Paulo André Camilo   | Douglas Silva           | Luciano Estevan • Rodrigo Mussi • Naiara Azevedo • Maria • Bárbara Heck • Brunna Gonçalves • Tiago Abravanel • Larissa Tomásia • Jade Picon • Vinicius de Sousa • Laís Caldas • Lucas Bissoli • Eslovênia Marques • Linn da Quebrada • Natália Deodato • Jessilane Alves • Gustavo Marsengo • Pedro Scooby • Eliezer do Carmo                                                                              | 22 | |             |                                             | |       |
| 23        | Amanda Meirelles   | Aline Wirley         | Bruna Griphao           | Marília Miranda • Gabriel Tavares • Tina Calamba • Paula Freitas • Bruno Nogueira • Cristian Vanelli • Gustavo Benedeti • Key Alves • Antônio Cara de Sapato • MC Guimê • Fred • Gabriel Santana • Marvvila • Fred Nicácio • Cezar Black • Sarah Aline Rodrigues • Domitila Barros • Ricardo Camargo • Larissa Santos                                                                                      | 22 | |             |                                             | |       |
| 24        | Davi Brito         | Matteus Amaral       | Isabelle Nogueira       | Maycon Cosmer • Thalyta Alves • Lucas Pizane • Vanessa Lopes • Nizam Hayek • Vinícius Rodrigues • Lucas Luigi • Juninho Silva • Marcus Vinicius Brito • Deniziane Ferreira • Rodriguinho • Wanessa Camargo • Michel Nogueira • Yasmin Brunet • Raquele Cardozo • Leidy Elin Fonseca • Fernanda Bande • Giovanna Pitel • MC Bin Laden • Giovanna Lima • Lucas Henrique Ferreira • Beatriz Reis • Alane Dias | 26 | |             |                                             | |       |
| 25        | Renata Saldanha    | Guilherme Vilar      | João Pedro Siqueira     | Arleane Marques • Marcelo Prata • Edilberto Simões • Raissa Simões • Giovanna Jacobina • Gabriel Yoshimoto • Mateus Pires • Diogo Almeida • Camilla Maia • Thamiris Maia • Gracyanne Barbosa • Aline Patriarca • Eva Pacheco • Vilma Nascimento • Daniele Hypólito • João Gabriel Siqueira • Maike Cruz • Vinícius Nascimento • Joselma Silva • Diego Hypólito • Vitória Strada                            | 24 | |             |                                             | |       |

## Prêmios e indicações
| Ano  | Prêmio                       | Categoria                                     | Indicado              | Resultado | Ref.   |
| ---- | ---------------------------- | --------------------------------------------- | --------------------- | --------- | ------ |
| 2006 | Emmy Internacional           | Melhor Programa de Entretenimento sem Roteiro | Big Brother Brasil 6  | Indicado  | [ 19 ] |
| 2018 | Troféu UOL TV e Famosos      | Melhor Reality Show: Voto do Público          | Big Brother Brasil 18 | Indicado  | [ 20 ] |
| 2018 | Troféu UOL TV e Famosos      | Melhor Reality Show: Opinião Crítica          | Big Brother Brasil 18 | Venceu    | [ 20 ] |
| 2018 | Prêmio Contigoǃ Online 2018  | Melhor Reality Show                           | Big Brother Brasil 18 | Indicado  | [ 21 ] |
| 2018 | Prêmio Área VIP              | Melhor Reality Show ou Talent Show            | Big Brother Brasil 18 | Venceu    | [ 22 ] |
| 2018 | Prêmio Área VIP              | Melhor Apresentador de TV                     | Tiago Leifert         | Indicado  | [ 22 ] |
| 2018 | Prêmio Área VIP              | Participante de Reality Show                  | Ana Clara             | Indicado  | [ 22 ] |
| 2018 | Prêmio Área VIP              | Participante de Reality Show                  | Gleici Damasceno      | Indicado  | [ 22 ] |
| 2018 | Prêmio Área VIP              | Participante de Reality Show                  | Kaysar Dadour         | Indicado  | [ 22 ] |
| 2018 | Prêmio F5                    | Melhor Reality                                | Big Brother Brasil 18 | Indicado  | [ 23 ] |
| 2019 | Prêmio Área VIP              | Melhor Reality Show ou Talent Show            | Big Brother Brasil 19 | Indicado  | [ 24 ] |
| 2019 | Prêmio Área VIP              | Melhor Participante de Reality Show           | Paula von Sperling    | Indicado  | [ 24 ] |
| 2019 | Prêmio F5                    | Melhor Reality                                | Big Brother Brasil 19 | Indicado  | [ 25 ] |
| 2020 | Capricho Awards              | Melhor Reality Show                           | Big Brother Brasil 20 | Venceu    | [ 26 ] |
| 2020 | Melhores do Ano NaTelinha    | Melhor Reality Show                           | Big Brother Brasil 20 | Venceu    | [ 27 ] |
| 2020 | MTV Millennial Awards Brasil | Melhor Participante de Reality                | Babu Santana          | Indicado  | [ 28 ] |
| 2020 | Splash Awards                | Melhor Apresentador de Reality Show           | Tiago Leifert         | Indicado  | [ 29 ] |
| 2020 | Splash Awards                | Melhor Humorista                              | Rafael Portugal       | Indicado  | [ 29 ] |
| 2020 | Splash Awards                | Melhor Participante de Reality Show           | Babu Santana          | Indicado  | [ 29 ] |
| 2020 | Splash Awards                | Melhor Participante de Reality Show           | Felipe Prior          | Indicado  | [ 29 ] |
| 2020 | Splash Awards                | Melhor Participante de Reality Show           | Manu Gavassi          | Indicado  | [ 29 ] |
| 2020 | Prêmio Contigo! Online 2020  | Melhor Reality Show                           | Big Brother Brasil 20 | Venceu    | [ 30 ] |
| 2020 | Prêmio Contigo! Online 2020  | Apresentador de TV                            | Tiago Leifert         | Indicado  | [ 30 ] |
| 2020 | Prêmio APCA de Televisão     | Humor                                         | Rafael Portugal       | Indicado  | [ 31 ] |
| 2020 | Prêmio APCA de Televisão     | Melhor programa                               | Big Brother Brasil 20 | Indicado  | [ 31 ] |
| 2020 | Prêmio Área VIP              | Melhor Reality Show                           | Big Brother Brasil 20 | Venceu    | [ 32 ] |
| 2020 | Prêmio Área VIP              | Melhor Apresentador                           | Tiago Leifert         | Indicado  | [ 32 ] |
| 2020 | Prêmio Área VIP              | Melhor Participante de Reality Show           | Felipe Prior          | Indicado  | [ 32 ] |
| 2020 | Prêmio Área VIP              | Melhor Participante de Reality Show           | Pyong Lee             | Indicado  | [ 32 ] |
| 2020 | Prêmio Área VIP              | Melhor Participante de Reality Show           | Thelma Assis          | Indicado  | [ 32 ] |
| 2020 | Prêmio F5                    | Melhor Reality Show                           | Big Brother Brasil 20 | Venceu    | [ 33 ] |
| 2020 | Séries Em Cena Awards        | Melhor Reality Show                           | Big Brother Brasil 20 | Venceu    | [ 34 ] |
| 2020 | Séries Em Cena Awards        | Melhor Participante de Reality Show           | Babu Santana          | Indicado  | [ 34 ] |
| 2020 | Séries Em Cena Awards        | Melhor Participante de Reality Show           | Bianca Andrade        | Indicado  | [ 34 ] |
| 2020 | Séries Em Cena Awards        | Melhor Participante de Reality Show           | Gizelly Bicalho       | Venceu    | [ 34 ] |
| 2020 | Séries Em Cena Awards        | Melhor Participante de Reality Show           | Manu Gavassi          | Indicado  | [ 34 ] |
| 2020 | Séries Em Cena Awards        | Melhor Participante de Reality Show           | Rafa Kalimann         | Indicado  | [ 34 ] |
| 2020 | Séries Em Cena Awards        | Melhor Participante de Reality Show           | Thelma Assis          | Indicado  | [ 34 ] |
| 2021 | Troféu Internet              | Melhor Apresentador de Auditório de TV        | Tiago Leifert         | Indicado  | [ 35 ] |

## Recepção crítica e análise cultural
Veiculado em horário tardio, mas com chamadas durante toda a programação, o programa ensejou diversos debates acerca de seu conteúdo. Em 2002, o professor Eugênio Bucci, docente de ética jornalística na Faculdade Cásper Líbero, publicou um artigo em que critica o Big Brother Brasil, comparando o confinamento dos participantes a uma forma de espetáculo que se assemelha a um “sequestro às avessas”. Segundo Bucci, o programa promove a exposição da privacidade em troca de visibilidade pública, sem que isso esteja relacionado a méritos artísticos ou intelectuais. Em sua análise, o reality show veicula valores negativos, como a busca pela fama a qualquer custo, e pode influenciar o público jovem ao naturalizar a exposição como meio de ascensão social. O autor também afirmou que os participantes demonstram forte desejo por notoriedade e que formatos semelhantes tendem a seguir a mesma lógica.
Em 2008, a revista Ilustrada, suplemento do jornal Folha de S.Paulo, consultou três especialistas em educação e psicologia sobre o conteúdo do programa. Segundo os entrevistados, o programa não apresenta conteúdo apropriado para o público infantil, devido à presença de elementos como a exploração da sensualidade. O psicólogo Carlos Ramiro de Castro afirmou que tais aspectos podem prejudicar a formação das crianças, enquanto a professora de psicologia da educação Maria Silvia Pinto da Rocha avaliou que o programa pode contribuir para a erotização precoce do público infantojuvenil.
Em 2011, a socióloga Silvia Viana Rodrigues defendeu uma tese de doutorado na Universidade de São Paulo em que analisa os reality shows como formas de espetáculo que incorporam rituais de sofrimento. A pesquisa aborda diversos produtos culturais, com ênfase no Big Brother Brasil, apontado como o principal reality show do país à época. Viana argumenta que a estrutura eliminatória e competitiva do programa é compatível com tendências do entretenimento contemporâneo, destacando aspectos como exclusão, vigilância, autogestão, empreendedorismo e banalização de práticas violentas. Segundo a autora, esses elementos estariam alinhados a padrões sociais presentes no contexto neoliberal. A tese foi posteriormente publicada em formato de livro.
Outras análises destacam aspectos positivos do programa. O psicólogo Valdeci Gonçalves da Silva avaliou que o programa pode apresentar aspectos positivos ao expor comportamentos gerados por situações de confinamento, funcionando como uma espécie de "laboratório" de observação da conduta humana. No entanto, o autor também criticou o fato de, segundo ele, o programa não oferecer conteúdo instrutivo, especialmente em um país com carências educacionais.
Em sua tese de doutorado na Universidade Federal do Rio de Janeiro, o pesquisador Bruno Campanella analisou a comunidade online de fãs do programa. Ele argumenta que o Big Brother Brasil funciona como espaço de articulação entre indivíduo e sociedade, onde são discutidos temas como meritocracia, autenticidade e construção de identidade. Segundo Campanella, o engajamento do público com o programa favorece a reflexão sobre valores contemporâneos e promove participação ativa no discurso social.
Em 2012, foi desenvolvida uma extensão para o Google Chrome para bloquear publicações sobre o programa nas redes sociais.
O engenheiro de software Luís Cesar Coimbra ouviu de diversas pessoas uma demanda para a criação do filtro nas vésperas da 12ª edição do BBB em 2012, e resolveu implementá-lo durante o início do programa.

### Denúncias
Em 2007, o programa liderou o 13º ranking "Quem Financia a Baixaria é Contra a Cidadania", que é formado por denúncias de telespectadores e pelo Comitê de Acompanhamento da Programação (CAP), onde estão como representantes mais de 60 entidades que assessoram a Comissão de Direitos Humanos e  Minorias da Câmara dos Deputados para criar a lista com o "Ranking da Baixaria na TV". O programa liderou novamente os rankings 14º e 17º.

## Programas relacionados
Durante a temporada corrente, o Big Brother Brasil exibe programas derivados e boletins, complementando a atração habitual do horário nobre da TV Globo. O canal Multishow transmite semanalmente o A Eliminação, com os melhores momentos da semana e uma entrevista com o mais recente eliminado. O canal por assinatura também já exibiu o Nem Big, nem Brother, um humorístico com os vídeos de inscrição mais inusitados de participantes não selecionados para o reality show.
A TV Globo e o portal Gshow exibem as seguintes atrações durante a temporada:

### Rede BBB
Rede BBB (anteriormente, De Olho no Big Brother Brasil e Selfie BBB) é um programete exibido desde o início do Big Brother Brasil em 2002, diariamente, nos intervalos da TV Globo durante os meses de exibição do reality show. Nos programetes, que são geralmente curtos e exibidos mais de uma vez por dia durante a programação da emissora, os repórteres costumam mostrar enquetes nas ruas, as torcidas nos dias de eliminação e flashes ao vivo da casa do BBB, principalmente durante as festas.
Desde 2017, o programete também virou um spin-off exibido no site e redes sociais oficiais do programa, bem como no Globoplay, onde os repórteres realizam boletins e plantões diários, bate-papo com o eliminado da semana nas terças-feiras, e uma mesa-redonda nas quintas-feiras com a participação de ex-participantes do reality show e personalidades da TV e da internet para comentarem os principais acontecimentos da casa, além de contarem com a interação do público nas redes sociais.
Em 2025, o programete ganhou também uma edição de três minutos nas tardes da TV Globo durante o intervalo do Vale a Pena Ver de Novo com um pequeno resumo do dia anterior, além de flashes ao vivo da casa e a repercussão do público com os últimos acontecimentos, algo que já foi explorado em 2021 no antigo Plantão BBB.

#### Repórteres
| Repórter          | Temporadas | Temporadas | Temporadas | Temporadas | Temporadas | Temporadas | Temporadas | Temporadas | Temporadas | Temporadas | Temporadas | Temporadas | Temporadas | Temporadas | Temporadas | Temporadas | Temporadas | Temporadas | Temporadas | Temporadas | Temporadas | Temporadas | Temporadas | Temporadas | Temporadas |
| Repórter          | 1          | 2          | 3          | 4          | 5          | 6          | 7          | 8          | 9          | 10         | 11         | 12         | 13         | 14         | 15         | 16         | 17         | 18         | 19         | 20         | 21         | 22         | 23         | 24         | 25         |
| ----------------- | ---------- | ---------- | ---------- | ---------- | ---------- | ---------- | ---------- | ---------- | ---------- | ---------- | ---------- | ---------- | ---------- | ---------- | ---------- | ---------- | ---------- | ---------- | ---------- | ---------- | ---------- | ---------- | ---------- | ---------- | ---------- |
| Renata Capucci    |            |            |            |            |            |            |            |            |            |            |            |            |            |            |            |            |            |            |            |            |            |            |            |            |            |
| Vinícius Valverde |            |            |            |            |            |            |            |            |            |            |            |            |            |            |            |            |            |            |            |            |            |            |            |            |            |
| Dadá Coelho       |            |            |            |            |            |            |            |            |            |            |            |            |            |            |            |            |            |            |            |            |            |            |            |            |            |
| Paulinho Serra    |            |            |            |            |            |            |            |            |            |            |            |            |            |            |            |            |            |            |            |            |            |            |            |            |            |
| Fernanda Keulla   |            |            |            |            |            |            |            |            |            |            |            |            |            |            |            |            |            |            |            |            |            |            |            |            |            |
| Vivian Amorim     |            |            |            |            |            |            |            |            |            |            |            |            |            |            |            |            |            |            |            |            |            |            |            |            |            |
| Ana Clara         |            |            |            |            |            |            |            |            |            |            |            |            |            |            |            |            |            |            |            |            |            |            |            |            |            |
| Nyvi Estephan     |            |            |            |            |            |            |            |            |            |            |            |            |            |            |            |            |            |            |            |            |            |            |            |            |            |
| Rhudson Victor    |            |            |            |            |            |            |            |            |            |            |            |            |            |            |            |            |            |            |            |            |            |            |            |            |            |
| Jeska Grecco      |            |            |            |            |            |            |            |            |            |            |            |            |            |            |            |            |            |            |            |            |            |            |            |            |            |
| Samir Duarte      |            |            |            |            |            |            |            |            |            |            |            |            |            |            |            |            |            |            |            |            |            |            |            |            |            |
| Rafa Kalimann     |            |            |            |            |            |            |            |            |            |            |            |            |            |            |            |            |            |            |            |            |            |            |            |            |            |
| Patrícia Ramos    |            |            |            |            |            |            |            |            |            |            |            |            |            |            |            |            |            |            |            |            |            |            |            |            |            |
| Thaís Fersoza     |            |            |            |            |            |            |            |            |            |            |            |            |            |            |            |            |            |            |            |            |            |            |            |            |            |
| Ed Gama           |            |            |            |            |            |            |            |            |            |            |            |            |            |            |            |            |            |            |            |            |            |            |            |            |            |
| Beatriz Reis      |            |            |            |            |            |            |            |            |            |            |            |            |            |            |            |            |            |            |            |            |            |            |            |            |            |
| Thiago Oliveira   |            |            |            |            |            |            |            |            |            |            |            |            |            |            |            |            |            |            |            |            |            |            |            |            |            |

### Plantão BBB
O Plantão BBB é um boletim extraordinário do programa, que foi introduzido durante a reta final do Big Brother Brasil 21, inicialmente como um programa de 15 minutos, antecedendo a Sessão da Tarde, apresentado por Ana Clara, onde era exibido um pequeno resumo do que estava acontecendo na casa, além de contar com flashes ao vivo da edição e entrevistas com eliminados e convidados. A atração também tinha alguns comentaristas fixos como as influencers Pequena Lo e Tia Má.
Devido à baixa audiência em sua única edição, o formato foi extinto na TV aberta, mas permanece no Gshow com o nome Fora da Casa (sendo substituído pelo Mesacast BBB), e a partir do Big Brother Brasil 22 passou a ser um boletim esporádico sem apresentador, indo ao ar durante os intervalos comerciais da TV Globo, com flashes ao vivo de um minuto da Prova do Líder (se for de resistência) ou com a transmissão da leitura da mensagem do Big Fone (a partir do Big Brother Brasil 23). O último momento em questão já foi utilizado no BBB 21, antes do Plantão se tornar fixo na grade, como uma estratégia de contra-programação na disputa contra a Final da Copa Libertadores da América de 2020, transmitida pelo SBT.
A partir do Big Brother Brasil 24, o boletim foi unificado com o Rede BBB, passando a receber esse nome e mantendo o mesmo formato adotado desde o BBB 22, exibindo também flashes ao vivo de cinco minutos nas madrugadas. Já no Big Brother Brasil 25, o Plantão BBB voltou a atuar como programa separado do Rede BBB, mas agora com a apresentação de Tadeu Schmidt e sendo exibido quando necessário.

### Cine BBB
Cine BBB (anteriormente chamado de Cinema do Líder) é uma sessão de cinema criada durante a exibição do Big Brother Brasil 22 e sendo mantido pela temporada seguinte como Cinema do Líder. Na temporada 24, adotou o nome Cine BBB com a reformulação do reality. No programa, o filme que estava sendo assistido pelo líder da semana e seus convidados dentro da casa na segunda-feira é exibido na TV Globo nas noites de quarta-feira, após o programa do dia.

### Mesacast BBB e Bate-Papo BBB
Mesacast BBB (anteriormente chamado de Fora de Casa) é um programa de televisão inicialmente exibido apenas pelo gshow em 20 de janeiro de 2022, com apresentação da ex-BBB Ana Clara. Anteriormente, era transmitido ao vivo todas as quintas-feiras, após o término do programa na TV Globo, recebendo convidados para falar sobre o BBB, além de mostrar conteúdo exclusivo. A partir do BBB 24, o programa passou a adotar o nome Mesacast BBB e começou a ser transmitido ao vivo simultaneamente pelo gshow, Multishow, Globoplay e plataformas de streaming musical, se tornando diário, mas agora antes da edição ao vivo na TV Globo.
Bate-Papo BBB é um programa de televisão exibido pelo Gshow e pelo Globoplay desde 25 de janeiro de 2022, com apresentação de Ceci Ribeiro e do ex-BBB Gil do Vigor (anteriormente apresentado por Rafa Kalimann em 2022, por Patrícia Ramos e Vivian Amorim em 2023 e por Thaís Fersoza e Ed Gama em 2024). É transmitido ao vivo todas as terças-feiras (e em todas as eliminações que podem acontecer em outros dias), após o término do programa na TV Globo, recebendo convidados para falar sobre o BBB e o primeiro contato com o eliminado da semana, mostrando conteúdos exclusivos da vivência do participante na casa, além do acolhimento para as primeiras prospecções externas do participante após o fim do jogo.

## Produtos relacionados

### Big Brother Brasil: O Jogo
Em 2003, o reality-show ganhou um jogo produzido pelo estúdio paranaense Continuum. Big Brother Brasil: O Jogo era um game para computadores e tinha um estilo semelhante ao The Sims. Nele, o usuário escolhia entre 12 perfis disponíveis e disputava as tarefas como se estivesse no programa.

### My Big Brother
Em 2005, na quinta edição do programa, foi lançado o My Big Brother, um jogo para telefones celulares. O game era baseado no Tamagotchi, onde o jogador escolhia um participante e cuidava de tarefas como alimentação e higiene. A produção do game ficou a cargo do estúdio Meantime.

### Big Game BBB
Durante a 22ª edição foi lançado o Big Game BBB, um jogo virtual gratuito da Globo em que os fãs do reality podiam palpitar sobre as dinâmicas da semana e ver quem se saía melhor nas apostas. Tinha como inspiração o Cartola FC, outro produto da Globo.